# فرقه سنت جیمز التوپاسیو
فرقه سنت جیمز التوپاسیو (ایتالیایی: Ordine di San Giacomo d'Altopascio یا Ordine dei Frati Ospitalieri di San Jacopo), همچنین با نام شوالیه‌های تاو (Cavalieri del Tau) یا مهمان نوازان سنت جیمز، یک فرقه نظامی، شاید نخستین تشکلات مسیحی ترکیب شده از نیروهای نظامی و بیمارستان‌ها و زائرسراها برای محافظت و یاری زائران بوده‌است. طبق نوشته‌های تاریخ‌نگار آمریکایی افرایم امرتون، که نخستین کسی است که مطالعهٔ اساسی این فرقه را انجام داده "شهرت این فرقه در اثر تبلیغ بازدیدکنندگانش در سراسر ایتالیا و در میان افراد سالم و بیمار پیچیده بود و حتی کودکان و زنان در حال زایمان نیز از همهٔ ایتالیا به آن مراجعه می‌کردند.